# Misérieux
Misérieux – miejscowość i gmina we Francji, w regionie Owernia-Rodan-Alpy, w departamencie Ain.

## Demografia
Według danych na styczeń 2012 roku gminę zamieszkiwały 2002 osoby, a gęstość zaludnienia wynosiła 270,2 osób/km².